# Seb Mellia
Sébastien Mellia, dit Seb Mellia, né en 1985 à Villeparisis (Seine-et-Marne), est un humoriste et stand-upper français. Il est révélé dans la saison 2 du Jamel Comedy Club en 2007, puis il se produit depuis en tournées nationales et dans des festivals tels que le Montreux Comedy Festival.
Il est accusé à partir de 2019 d'agressions sexuelles et de viols par plusieurs femmes.

## Biographie
Il grandit à Villeparisis, en Seine et Marne.
Il fait des études de droit à la Sorbonne,.

### Carrière
En 2007, il est révélé dans la saison 2 du Jamel Comedy Club ,. Il crée en 2008 une scène ouverte baptisée Comedy School.
En 2011, il lance son premier spectacle seul sur scène intitulé Seb Mellia ne perd jamais.
En 2014, il gagne le « concours Gad Elmaleh » et assure ensuite la première partie de l’humoriste.

### Accusations d'agressions sexuelles et de viols
En novembre 2019, il est accusé de viol par une première femme, mais cette plainte n'est pas connue du grand public avant les évènements de 2024.
En janvier 2024, l’humoriste belge Florence Mendez relaie la parole d’une trentaine de femmes dénonçant le comportement de Sébastien Mellia. Dans le contexte du mouvement #MeTooStandUp, un rassemblement se tient devant le Cirque Royal de Bruxelles, lors d’une représentation du comédien. En mars 2024, Télérama publie onze témoignages de femmes l'accusant d'agressions sexuelles et de viols. Il nie les faits reprochés. Le 20 mai 2024, l’humoriste Tania Dutel annonce avoir porté plainte contre lui le 11 avril pour viols. Le 27 mai, il est entendu dans le cadre d'une audition libre dans un commissariat parisien pour des accusations d'attouchement sexuel datant de 2019,. Le 29 mai, il est visé par une deuxième enquête pour viol, liée à la plainte de Tania Dutel.

## Spectacles

### Seuls en scène
- 2011-2024 : Seb Mellia ne perd jamais
- 2012 : Participation au Montreux Comedy Festival

## Filmographie
- 2012 : participation à la série télévisée Bref de Kyan Khojandi et Navo[2] :
  - Épisode 6 : Bref. J'ai traîné sur internet
  - Épisode 48 : Bref. Ma copine travaille dans un sex-shop